# Der Erbe von Het Steen
Der Erbe von Het Steen (Alternativtitel: Das geheimnisvolle Schloß) ist ein Kriminalfilm von 1917 der Filmreihe Phantomas.

## Handlung
Phantomas rehabilitiert einen Unschuldigen.
(Jnhaltsangabe nach GECD #21361)
Eine ausführliche Inhaltsbeschreibung zu „Das geheimnisvolle Schloß oder Der Erbe von Het Steen“ ist enthalten auf S. 27–28 in Neue Kino-Rundschau Nr. 11 vom 19. Mai 1917:

„Jan van Lyr sieht sich genötigt, das Erbteil seines Vaters, das Schloß “Het Steen” zu verkaufen. Sein Freund Frans von Geldern versteht es, den Millionär Mijnheer van Muylen für den Kauf zu interessieren. Bei einer genauen Besichtigung des alten Schlosses zwecks Restaurierung desselben, die Peter Luigeland, der Haushofmeister van Muylens, im Auftrage seines Herren vornimmt, findet Peter eine alte Familienchronik, die geheimnisvolle Andeutungen über einen im Schlosse verborgenen Schatz enthält. Getreulich übermittelt er die Aufzeichnungen seinem Herrn, nachdem er sich selbst eine Abschrift davon angefertigt hat. Als das Schloss fertig hergestellt worden ist, gibt van Muylen zur Feier der Einweihung desselben ein Fest, an dem auch der Detektiv Phantomas teilnimmt. 
Jan, der Wilhelmine, die Tochter van Muylens, anläßlich des Schloßkaufes kennen- und lieben gelernt hat und sich ihrer Gegenliebe erfreut, ist ebenfalls anwesend und hat die Absicht, um Wilhelminens Hand anzuhalten. Frans von Geldern, der selbst Absichten auf das junge reiche Mädchen hat, sucht Jans Werbung zu hintertreiben. Im Ahnensaal des Schlosses führt er mit Jan eine Unterredung unter vier Augen herbei, in welcher er erklärt, Jan, den er wegen einer Spielschuld in Händen hat, in der Gesellschaft unmöglich zu machen, wenn dieser nicht auf Wilhelmine verzichte. Jan ist empört und schleudert den falschen Freund gegen die Mauer, worauf er den Saal verlässt. Kurze Zeit darauf meldet Pieter, dass van Geldern bewußtlos im Ahnensaale aufgefunden worden sei. Da man in der Hand des Toten einen Wechsel Jans findet
und dieser seines verstörten Benehmens wegen aufgefallen war, lenkt sich der Verdacht auf Jan und man schreitet zu seiner Verhaftung. Phantomas, der sich für den Fall interessiert, nimmt denselben in die Hand.
Zunächst mietet er sich als Reitknecht auf dem Schlosse ein und zieht aus seinen Bebachtungen den Schluß, daß Pieter vielleicht von Gelderns Tod mehr wisse als er zeigen wolle. Deshalb läßt er Pieter unter einem Vorwande entfernen und unternimmt in dessen Abwesenheit eine Untersuchung seines Zimmers. Er findet auch tatsächlich die Abschrift, die Pieter sich aus der Familienchronik gemacht hat, wird jedoch dabei von Pieter überrascht, der infolge eines Unfalles mit dem Wagen unvermutet früh zurückgekehrt ist. Pieter ist über die Unverschämtheit des Reitknechtes, der seine Sachen durchstöbert, empört und entläßt ihn auf der Stelle. 
Nun erscheint Phantomas auf dem Schlosse in der Maske eines alten Gelehrten, der zwecks Nachforschungen an dem alten sagenhaften Schlosse großes Jnteresse zeigt und von van Muylen aufgefordert wird, sich’s hier bequem zu machen. Er setzt seine Nachforschungen fort und kommt nach der Anzahl der Fenster an der Schlossfront zur Ueberzeugung, dass sich neben dem Ahnensaal noch ein Raum befinden müsse, von dessen Existenz niemand etwas wußte.
Das Bildnis einer Frau im Ahnensaale, von dem in der Chronik die Rede ist, bringt ihn auf die Jdee, daß sich dahinter das Geheimnis verberge, und es gelingt ihm tatsächlich, eine Feder zu finden, bei deren Berührung eine hinter dem Bildnisse verborgene Türe sich öffnet, an deren Zugang in den unbekannten Raum zwei geharnischte Ritter stehen.
Eine genauere Untersuchung von Seiten des Detektivs ergibt ein überraschendes Resultat. Betritt man die Steinplatte, die vor den geharnischten Rittern steht, so setzt man eine Feder in Bewegung, was zur Folge hat, dass die gepanzerte Faust des einen Ritters mit wuchtigem Hiebe niedersaust und denjenigen an der Schläfe trifft, der die Tür in den Nebenraum zu öffnen bestrebt ist. 
Phantomas, der den Mechanismus entdeckt hat, umgeht nun natürlich denselben und gelangt hiedurch unbeschädigt in den Nebenraum, der sich zu seinem Erstaunen als eine Alchimistenküche erweist, in der Pieter eben damit beschäftigt ist, die Spuren der auf das Goldmachen gerichteten Tätigkeit zu beseitigen. Dabei entsteht eines Explosion, durch die Pieter verletzt wird. Dem Eingreifen der Feuerwehr gelingt es, den entstehenden Brand zu löschen und Pieter zu retten.
Dieser berichtet nun, daß er hinter das Geheimnis des verborgenen Schatzes gekommen sei und die Absicht gehabt habe, Jan, von dessen Liebe zu Wilhelmine er gewußt habe, dadurch zu helfen, dass er für ihn sich mit dem Goldmachen beschäftigte.
Van Geldern war durch den Stoß, den er von Jan erhalten hatte, gegen die hinter dem Bildnisse befindliche Tür geflogen. Diese hatte sich geöffnet und van Geldern hatte durch seinen Sturz den Mechanismus des Geharnischten in Bewegung gesetzt, wodurch er dessen Opfer wurde.
Er, Pieter, habe dann die Leiche Gelderns in den Ahnensaal geschleppt, nicht denkend, dass  dies für Jan so verderbliche Folgen nach sich ziehen würde. Er habe /S. 28/  aber auch sein Möglichstes getan, um Jans Unschuld zu erweisen und es war ihm dies auch glücklich gelungen durch den Erhalt eines als unzustellbar zurückgekommenen Briefes Van Gelderns.
So war nun das Rätsel von “Het Steen” dank der Bemühungen Phantomas’ gelöst und der Detektiv selbst trug Sorge dafür, dass Jan wieder auf freien Fuß gesetzt und mit Wilhelmine glücklich vereint wurde.“

## Hintergrund
Die Produktionsfirma war die Greenbaum-Film GmbH Berlin (Nr. 1046). Der Film hatte eine Länge von vier Akten. Die Polizei Berlin belegte ihn mit einem Jugendverbot (Nr. 40151). Die Polizei München verbot die Ankündigung als Detektivfilm (Nr. 24036, 24037, 24038, 24039). Die Zensur durchlief er im Dezember 1916, die Uraufführung fand in den Kant-Lichtspielen Berlin im Januar 1917 statt.

## Rezeption
Eine Rezension des Filmes in der Zeitschrift Neue Kino-Rundschau Nr. 10 vom 12. Mai 1917 auf S. 80 fiel durchaus positiv aus:

„“Das geheimnisvolle Schloß” oder “Das Erbe von Her Steen” ist ein Detektivschauspiel in einem Vorspiel und vier Akten, verfaßt von Richard Wilde, in dem wir Erich Kaiser-Titz in der Rolle des Detektivs “Phantomas” sehen. Dieser bemerkenswerte Film zeichnet sich durch eine klug ersonnene, spannende Handlung aus, die geschickt auf die lösenden Momente vorbereitet und sowohl in szenischer als auch in schauspielerischer Weise einwandfrei durchgeführt erscheint.“